# Notre-Dame (Bougival)

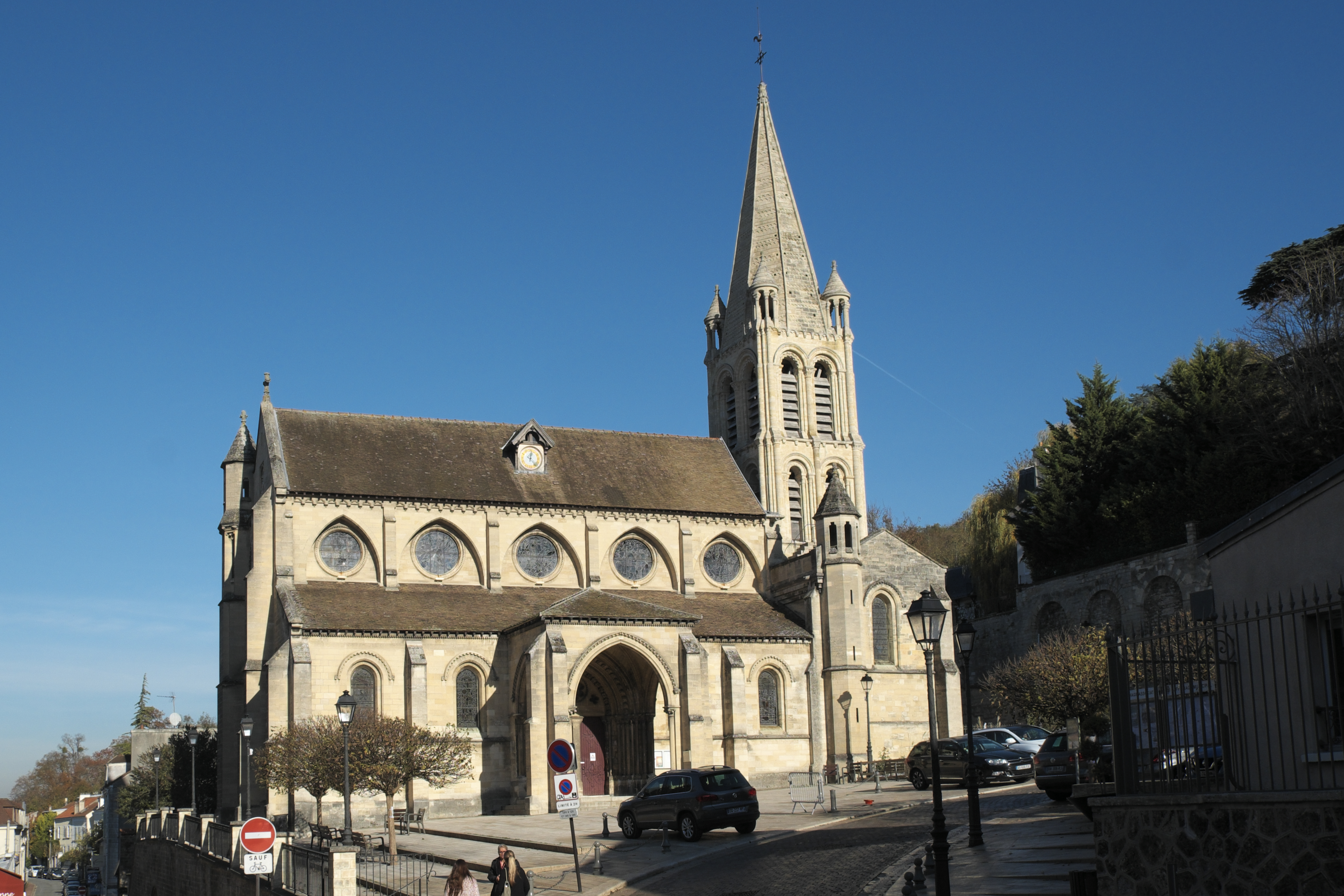
Pfarrkirche Notre-Dame

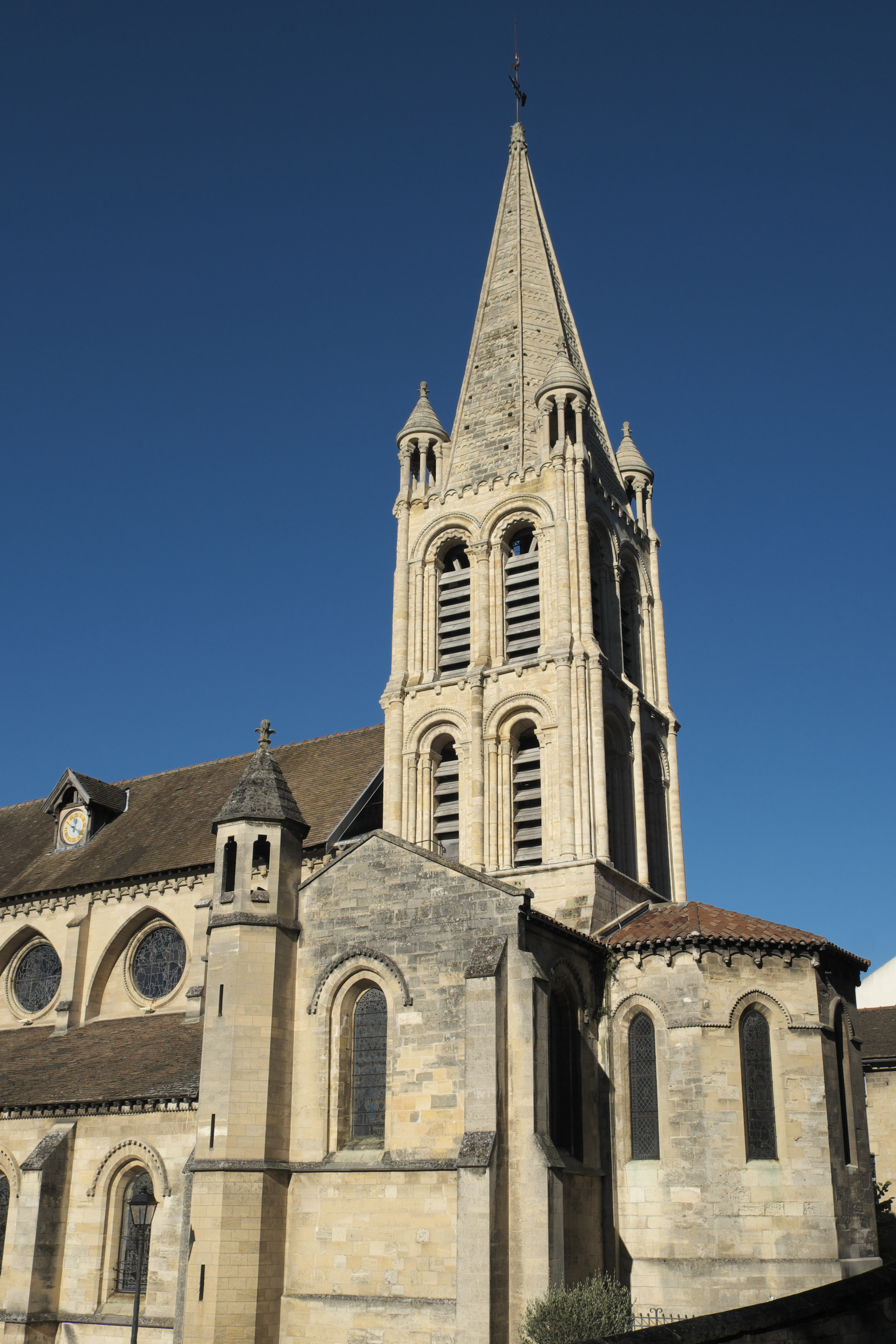
Glockenturm, Querhaus und Chor

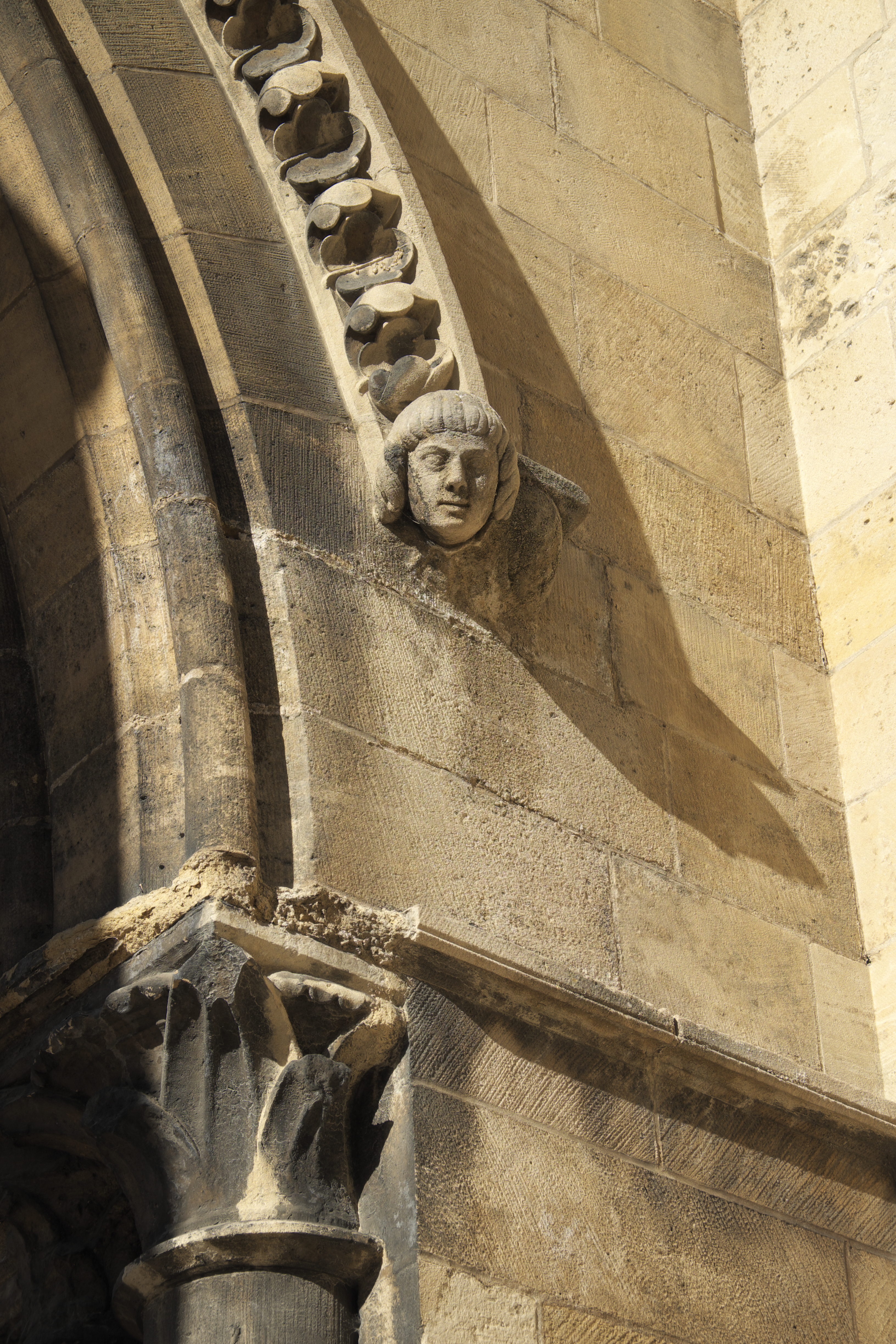
Skulpturen an der Vorhalle des Südportals

Die katholische Pfarrkirche Notre-Dame (Notre-Dame de l’Assomption) in Bougival, einer Gemeinde im Département Yvelines in der französischen Region Île-de-France, geht auf einen romanischen Kirchenbau aus dem 12. Jahrhundert zurück. Die Kirche ist Mariä Himmelfahrt geweiht. Im Jahr 1862 wurde das Gebäude als Monument historique in die Liste der Baudenkmäler in Frankreich aufgenommen.

## Geschichte
Die ältesten Teile der Kirche, der Chor und der Glockenturm mit seinen beiden Kapellen, die das Querhaus bilden, stammen aus der ersten Hälfte des 12. Jahrhunderts. Im 13. Jahrhundert wurde im Stil der Gotik das östliche Joch des dreischiffigen Langhauses mit dreigeschossigem Aufriss (Arkadenzone, Triforium und Rundfenster) angefügt. Im 17. Jahrhundert folgten zwei weitere Joche, die mit einer Westfassade geschlossen wurden. Ende des 19. Jahrhunderts wurde unter der Leitung des Architekten Lucien Magne das Langhaus nach dem Vorbild des Joches aus dem 13. Jahrhundert erneuert und um zwei weitere Joche verlängert, das Querschiff, der Chor und der Glockenturm wurden umfassend restauriert. Im Norden der Kirche wurden ein Pfarrhaus und eine Sakristei gebaut.

## Architektur

### Außenbau
Über der Vierung erhebt sich der quadratische, mit einem steinernen Pyramidendach bekrönte Glockenturm. Seine beiden Stockwerke werden auf allen vier Seiten von hohen, rundbogigen Klangarkaden, die von Archivolten und Säulen mit Kapitellen gerahmt werden, durchbrochen. Die Ecken sind mit runden, von schlanken Säulen getragenen Ecktürmchen verziert. Unter dem Dachansatz der Apsis sind noch alte Kragsteine erhalten. Das Portal der Westfassade ist mit einem Tympanon verziert, auf dem eine von Engeln umgebene Madonna mit Kind dargestellt ist. Über dem Portal ist eine Rosette in die Fassade eingeschnitten. Vor das Portal der Südfassade wurde im 19. Jahrhundert eine Vorhalle angebaut.

### Innenraum

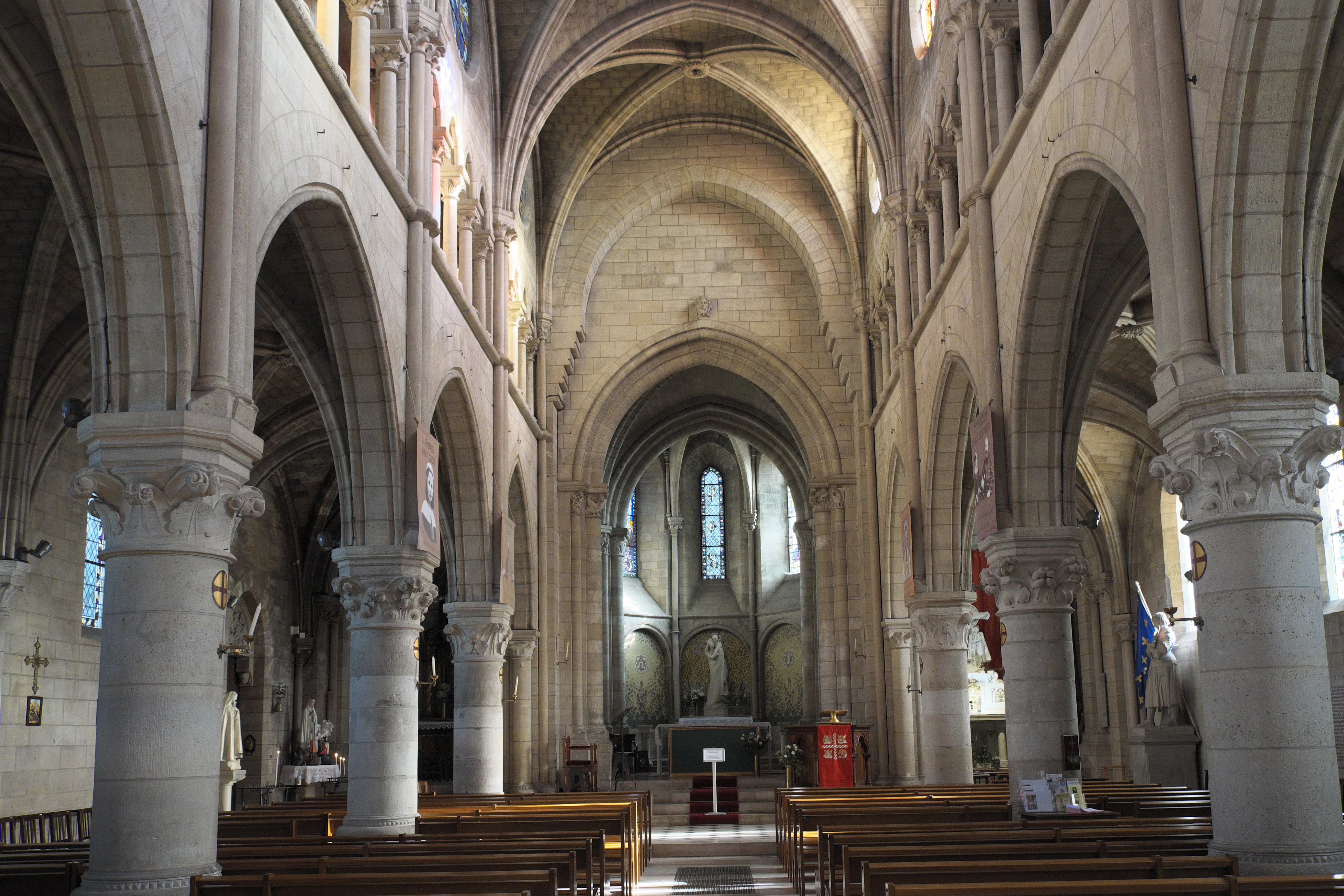
Innenraum

Die über dem Grundriss eines lateinischen Kreuzes errichtete Kirche besitzt ein dreischiffiges, in fünf Joche gegliedertes Langhaus. Haupt- und Seitenschiffe werden von Kreuzrippengewölben gedeckt. Zu den Seitenschiffen öffnen sich weite, spitzbogige Arkaden, über denen auf beiden Seiten ein Triforium verläuft. Darüber sind große Rundfenster eingeschnitten. Der halbrund geschlossene Chor ist mit einem Mosaik verkleidet, auf dem Mariensymbole dargestellt sind.

## Kapitelle
Im Chor sind noch Kapitelle aus dem 12. Jahrhundert erhalten. Sie sind mit Pflanzenmotiven, figürlichen Szenen und Fabelwesen verziert. Auf einem Kapitell ist eine nackte weibliche Figur dargestellt, der zwei schlangenartige Wesen die Brüste abbeißen.

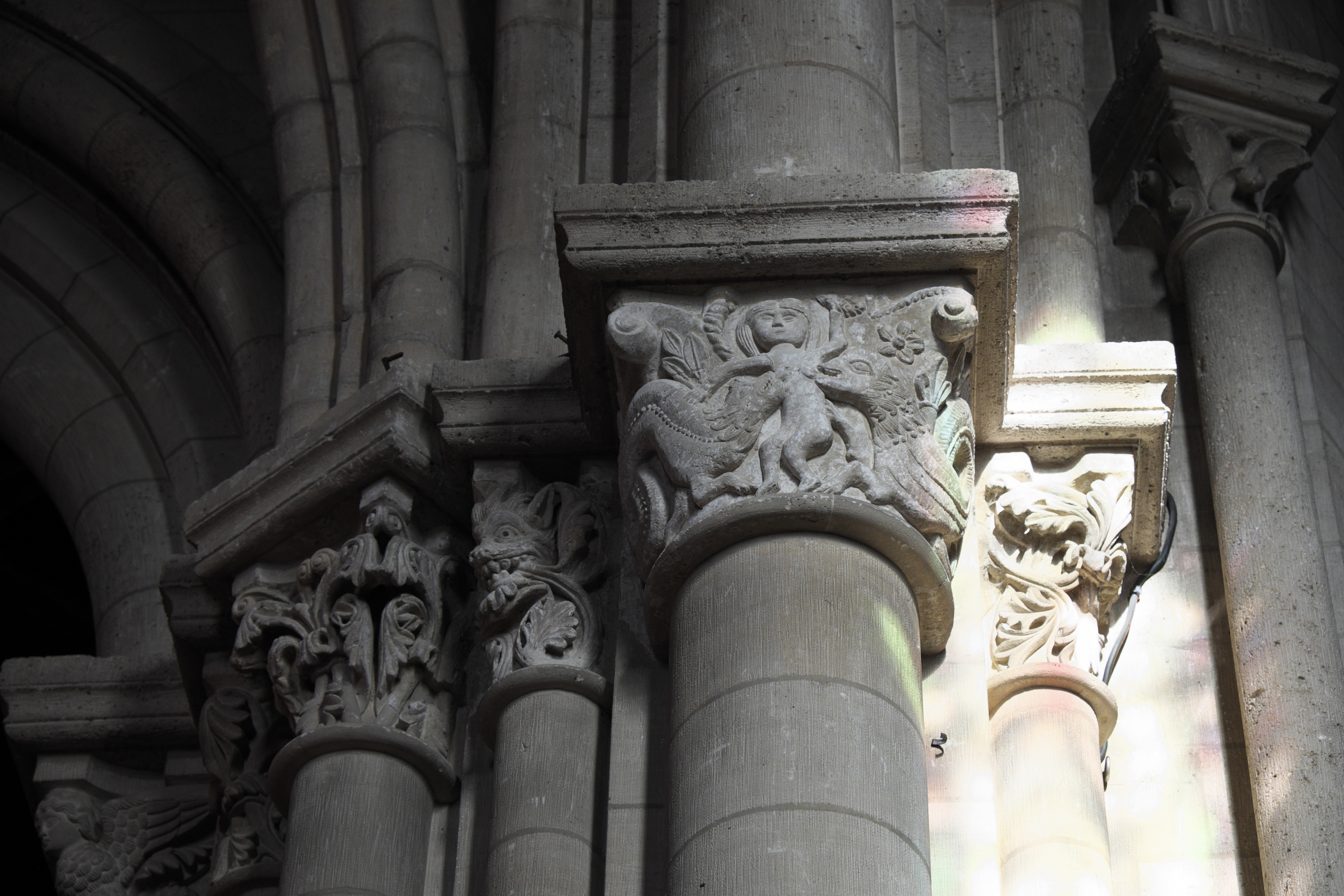
Kapitelle
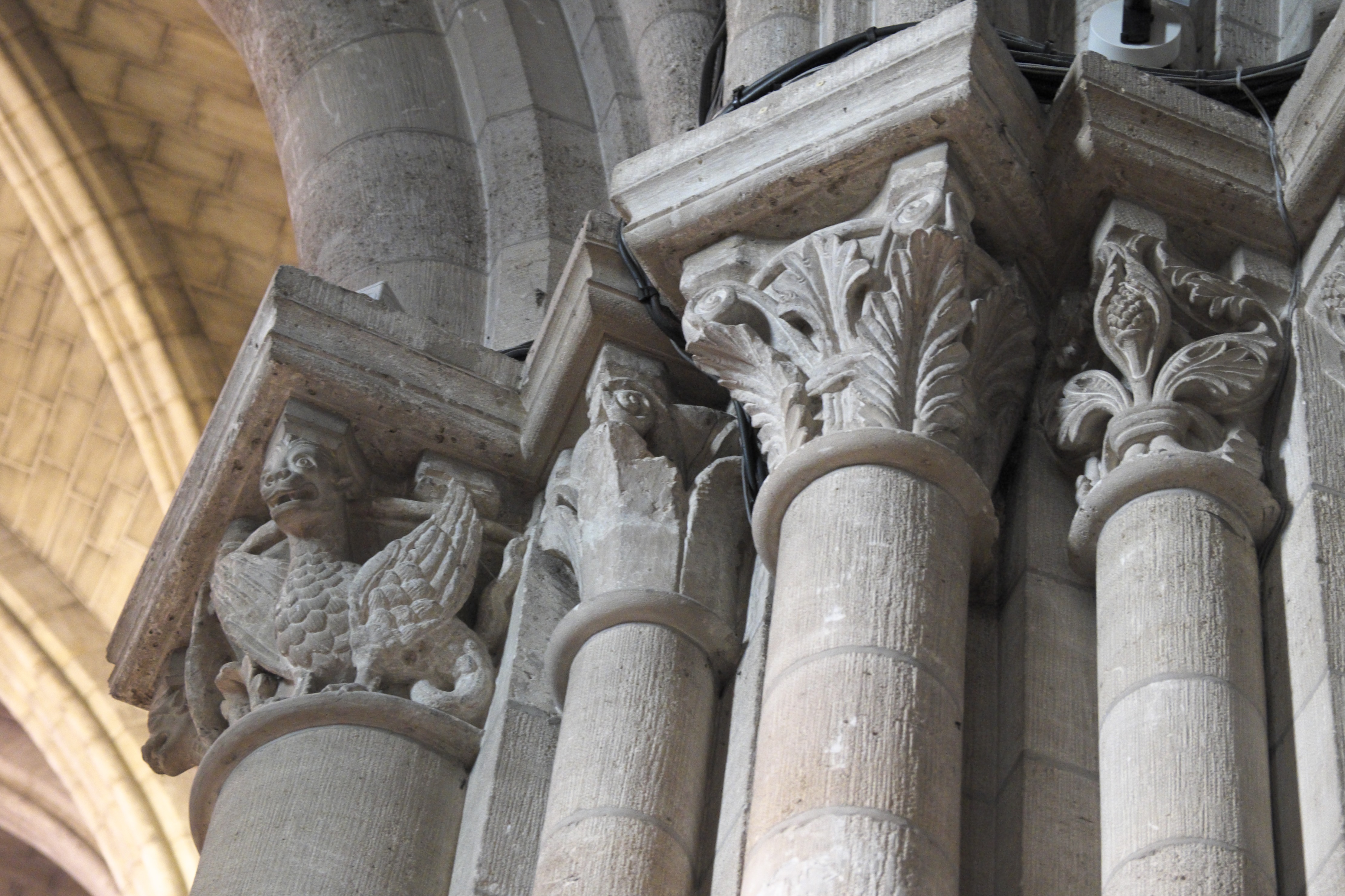
Kapitelle
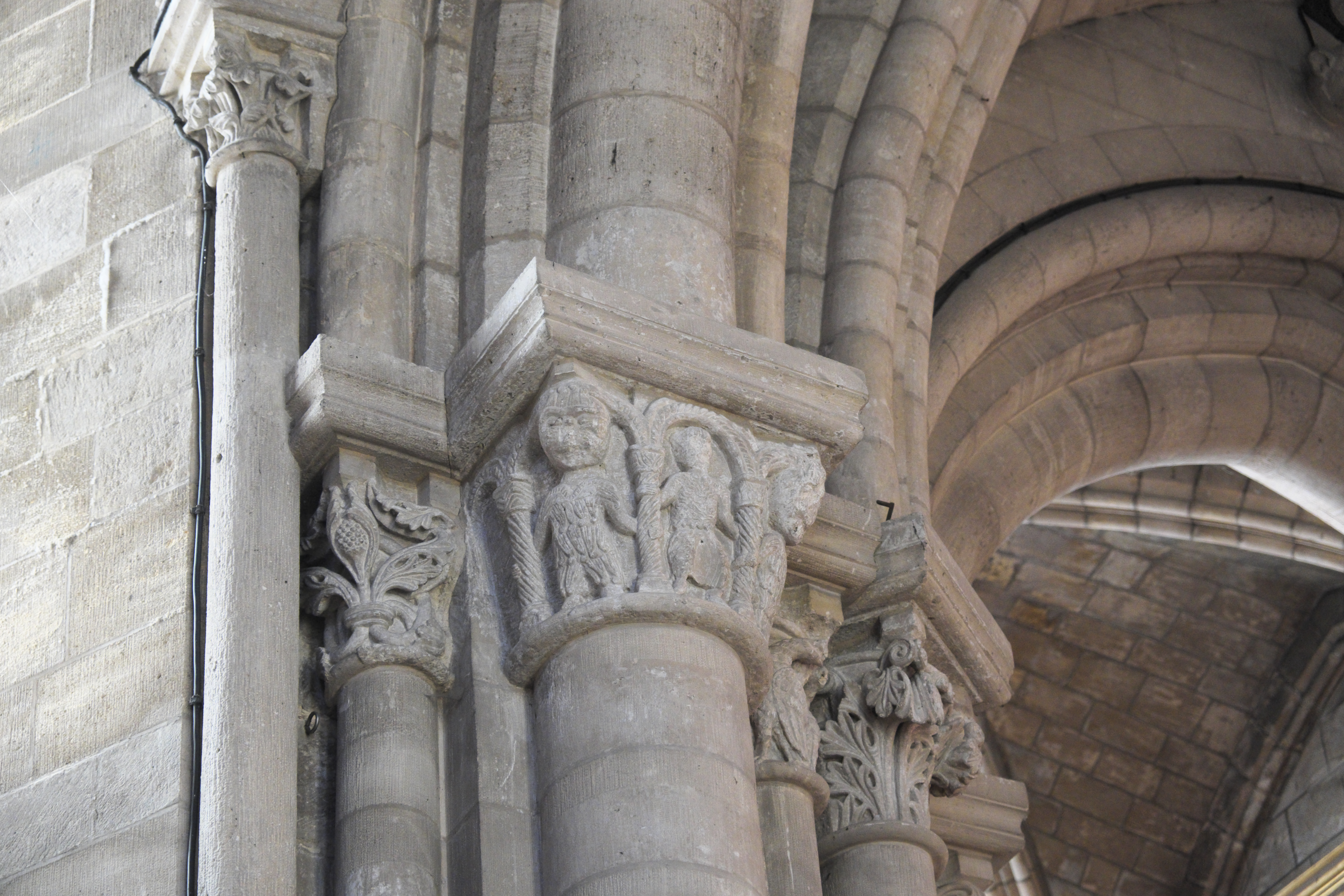
Kapitelle
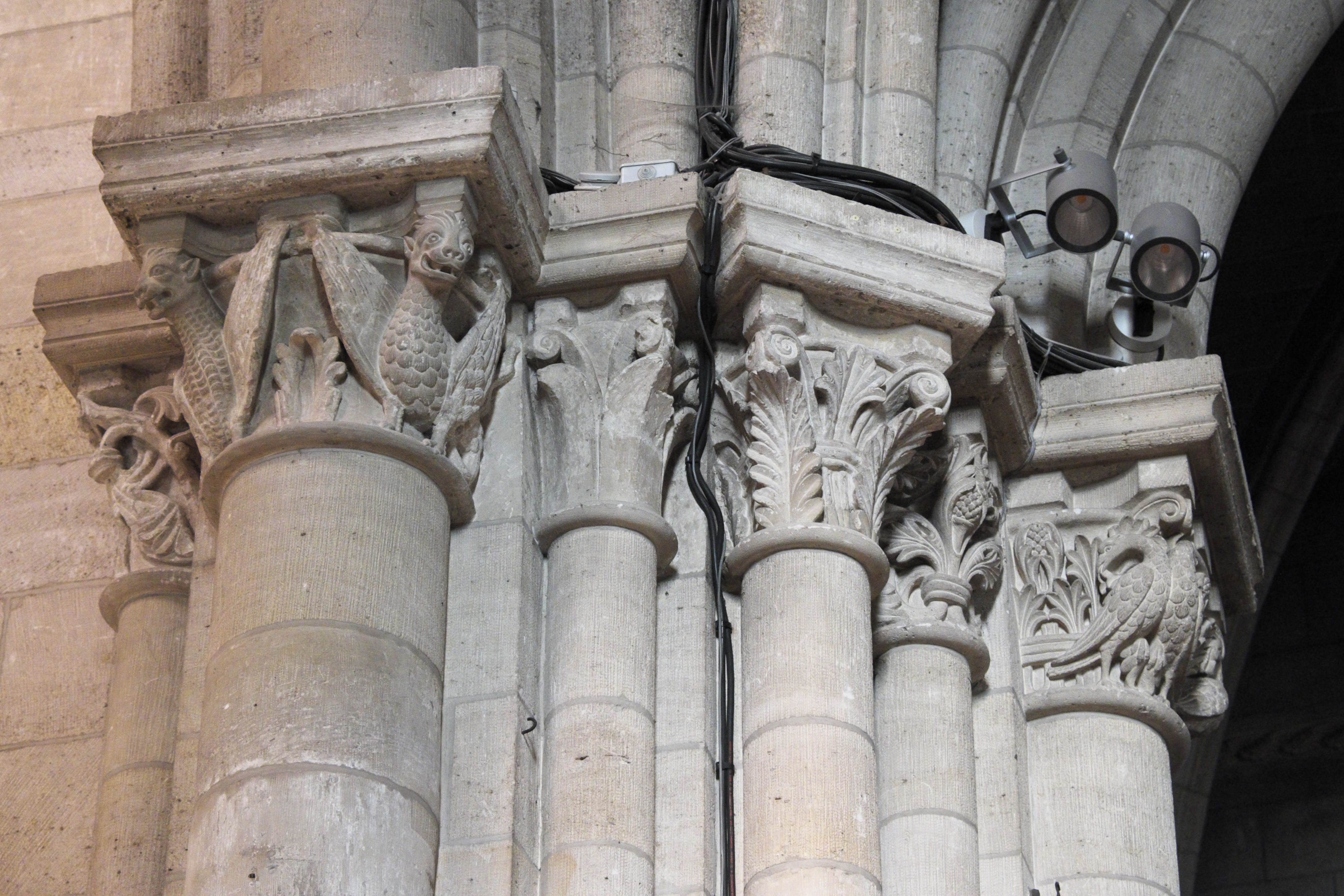
Kapitelle

## Bleiglasfenster

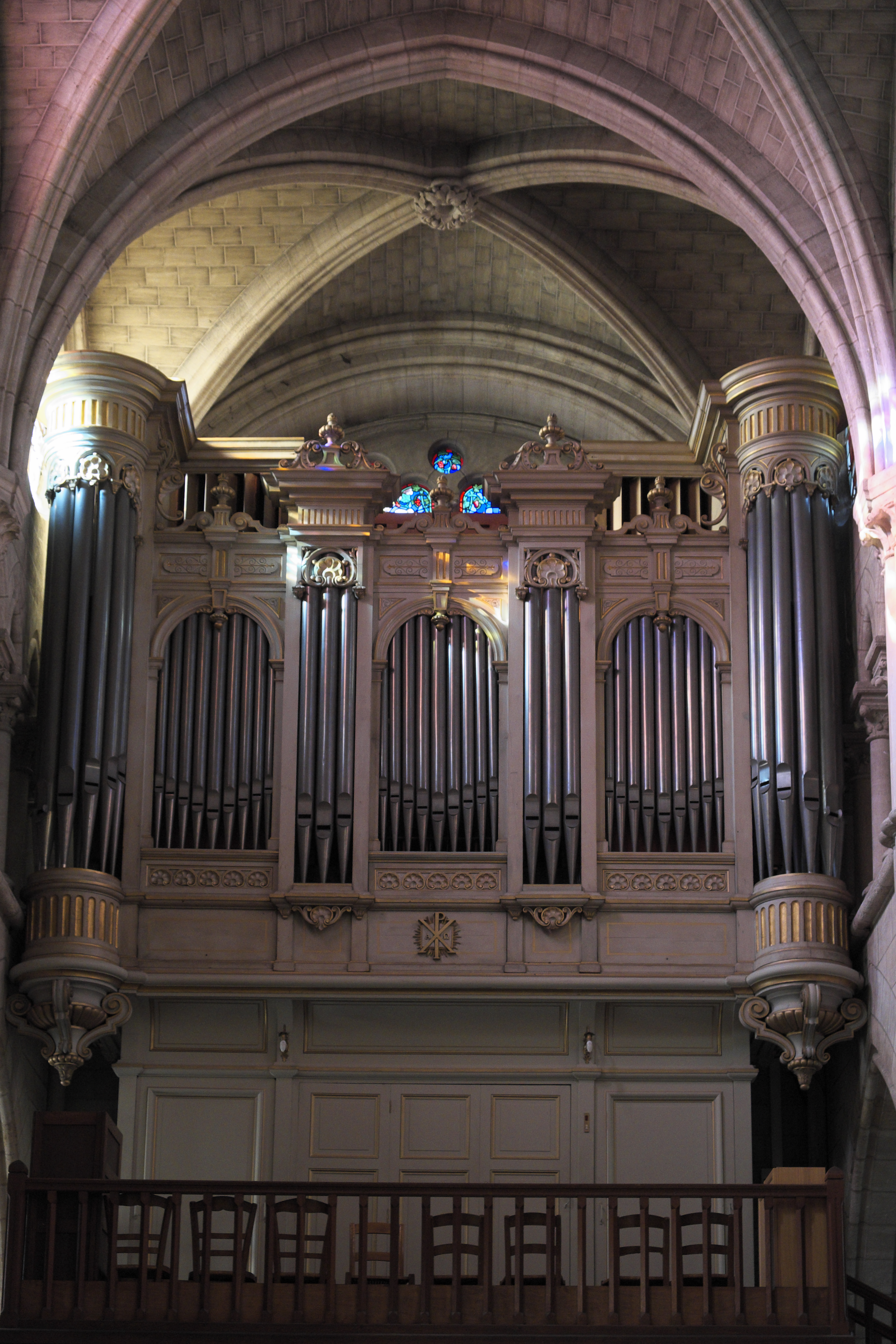
Orgel

Von den ursprünglich fünf Bleiglasfenstern im Chor sind nur noch zwei erhalten. Sie wurden 1898 von Henri-Marcel Magne, dem Sohn des Architekten Lucien Magne, entworfen und stellen die Himmelfahrt Mariens und die Anbetung der Hirten dar. Die vier Fenster im Querhaus wurden ebenfalls von Henri-Marcel Magne entworfen und im Jahr 1900 von Charles Leprévost ausgeführt. Auf ihnen sind ein Fisch unter Palmwedeln zu sehen, ein Lamm vor Weizenähren, drei Tauben mit Feigenblättern und ein Pfau vor Weinranken.
Die Bleiglasfenster im südlichen Seitenschiff wurden 1904 nach Entwürfen von Henri-Marcel Magne von Marcel Delon ausgeführt. Sie stellen den Bischof von Paris, den heiligen Marcellus, den Erzengel Michael, der den Drachen besiegt, den französischen König Ludwig den Heiligen im Hafen von Aigues-Mortes, den heiligen Avertin von Tours, den zweiten Schutzpatron der Kirche, Antonius von Padua, der den Fischen predigt, und den heiligen Josef mit dem Jesuskind auf dem Arm dar.

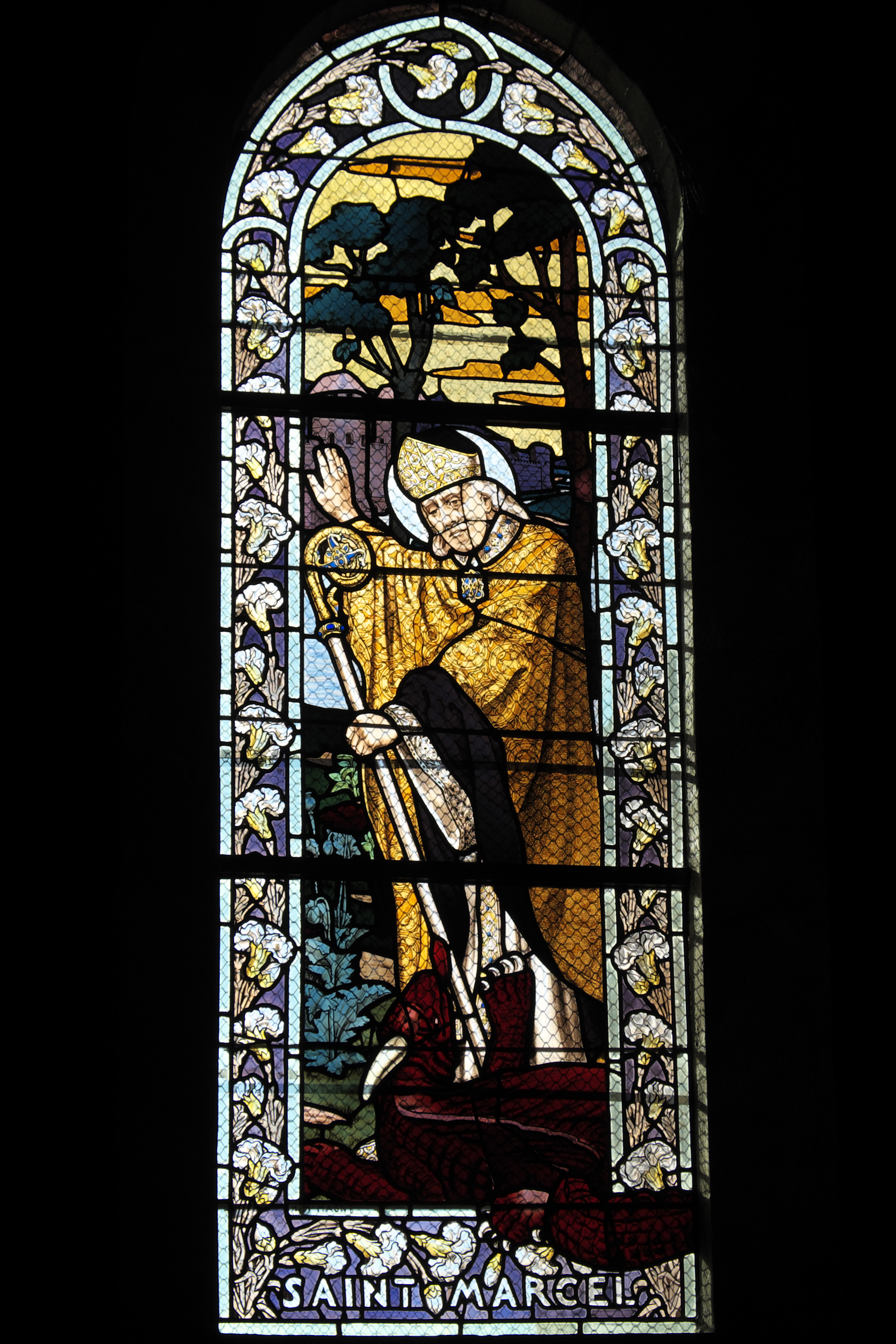
Marcellus von Paris
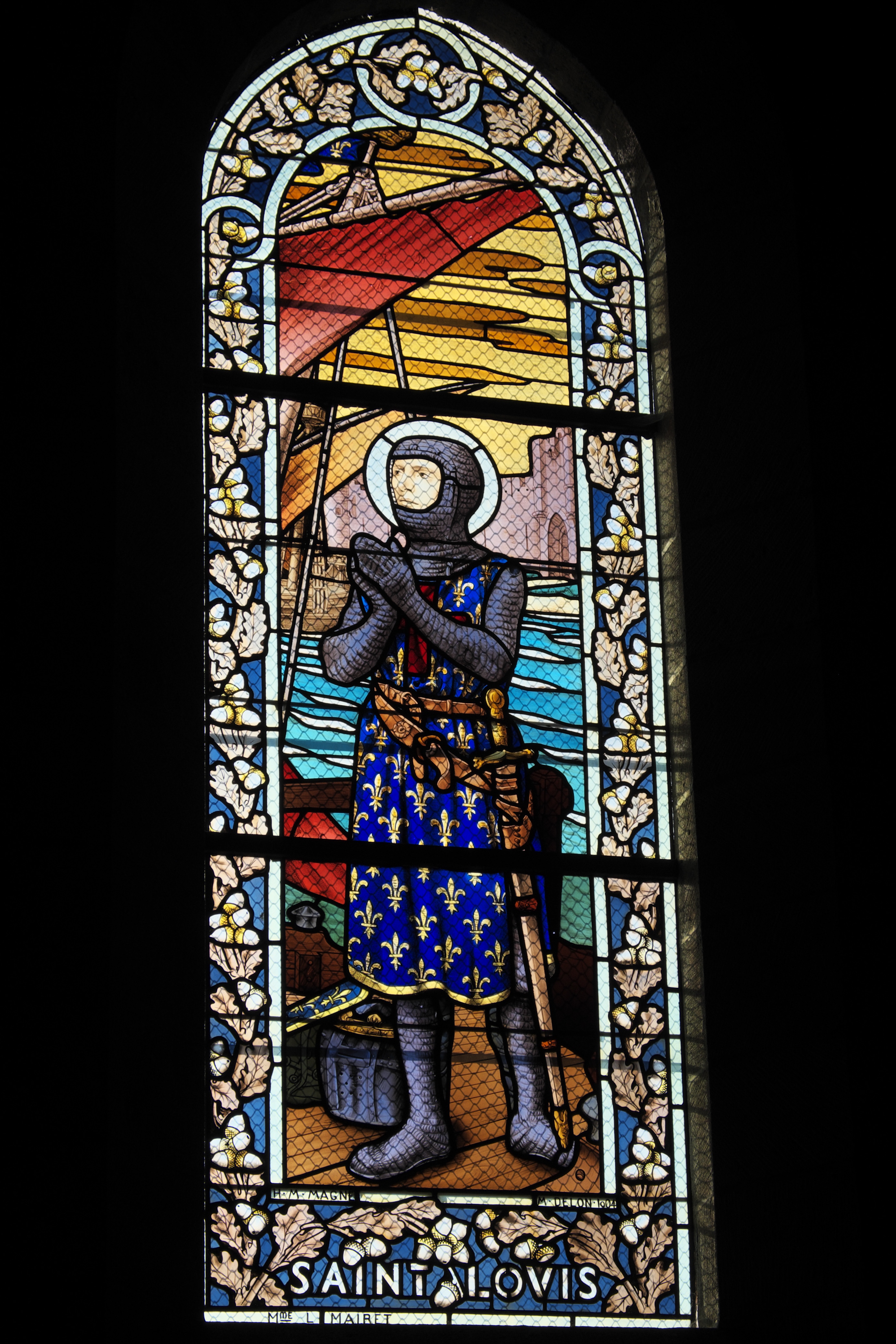
Ludwig der Heilige
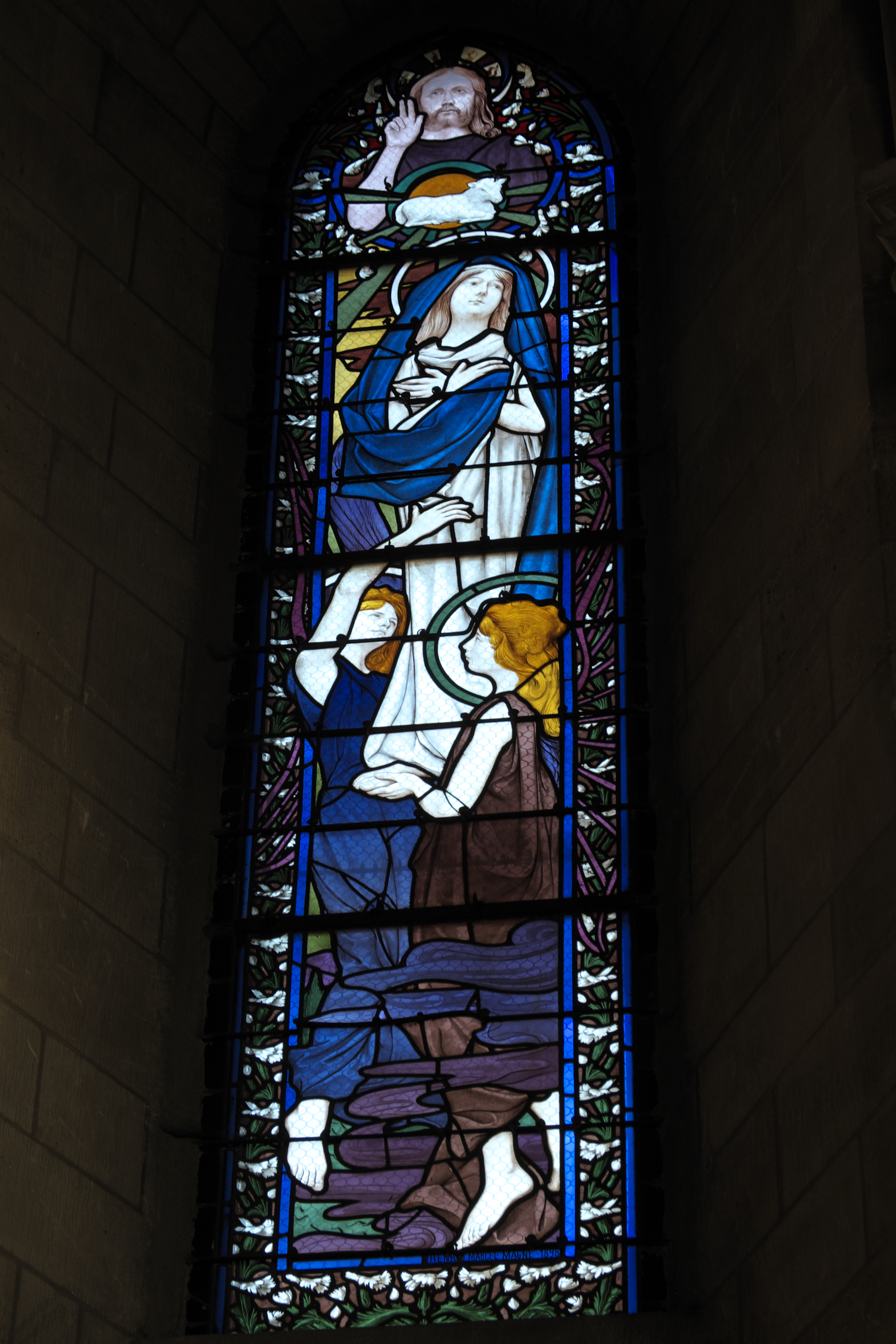
Mariä Himmelfahrt
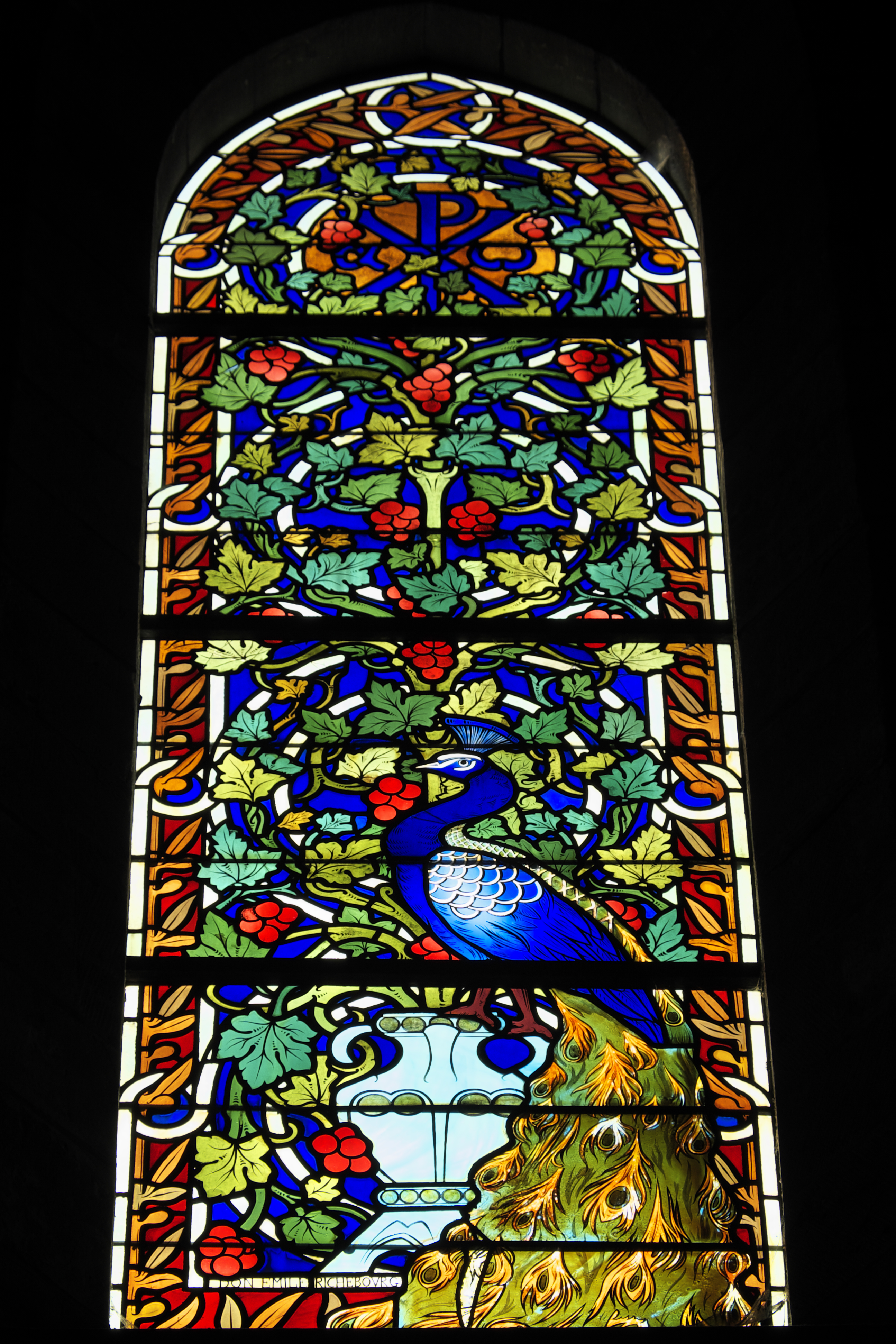
Pfau

Auf den Rundfenstern im Langhaus sind Szenen der Offenbarung des Johannes dargestellt. Die Fenster wurden von Henri-Marcel Magne entworfen und zwischen 1902 und 1904 von Hippolyte Théophile Laumonnerie und Charles Leprévost ausgeführt. Von den ursprünglich zehn Scheiben sind nur noch fünf erhalten. Ein Fenster stellt die apokalyptische Frau dar, die, von Sonnenstrahlen umgeben, ein Kind in den Armen hält und von einem siebenköpfigen Drachen bedroht wird (Offb 12,1–6 ). Ein anderes Fenster zeigt, wie sich eine Gruppe von Menschen vor wilden Tieren verbeugt (Offb 13,1–10 ). Auf einem weiteren Fenster sind in weiße Gewänder gehüllte Reiter dargestellt, die mit Lanzen gegen Bestien kämpfen (Offb 19,11–21 ). Auf den beiden anderen noch erhaltenen Scheiben sind die Hure Babylon (Offb 17,1–18 ) und das Neue Jerusalem (Offb 21,9–27 ) dargestellt.

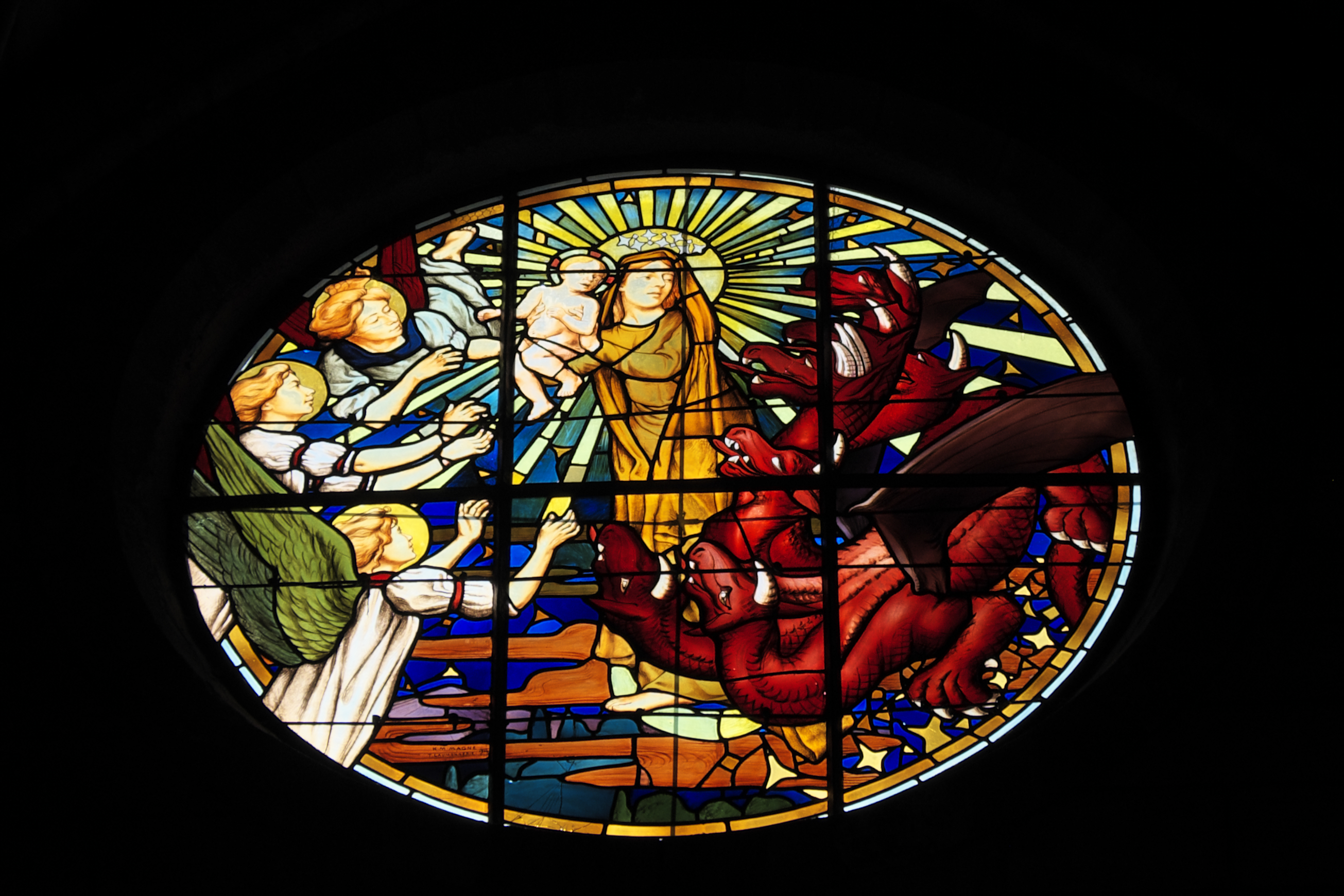
Apokalyptische Frau
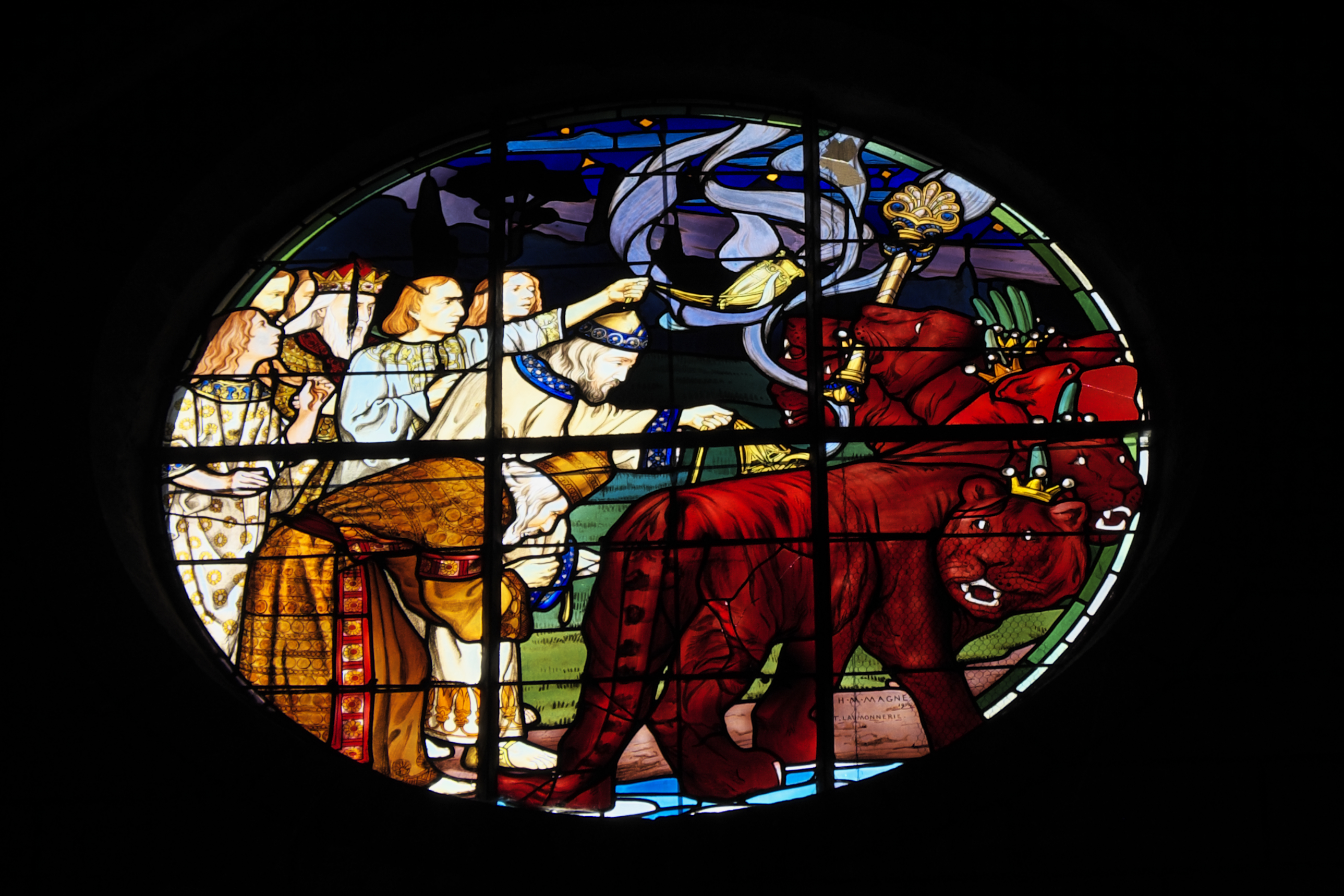
Verehrung des Tieres
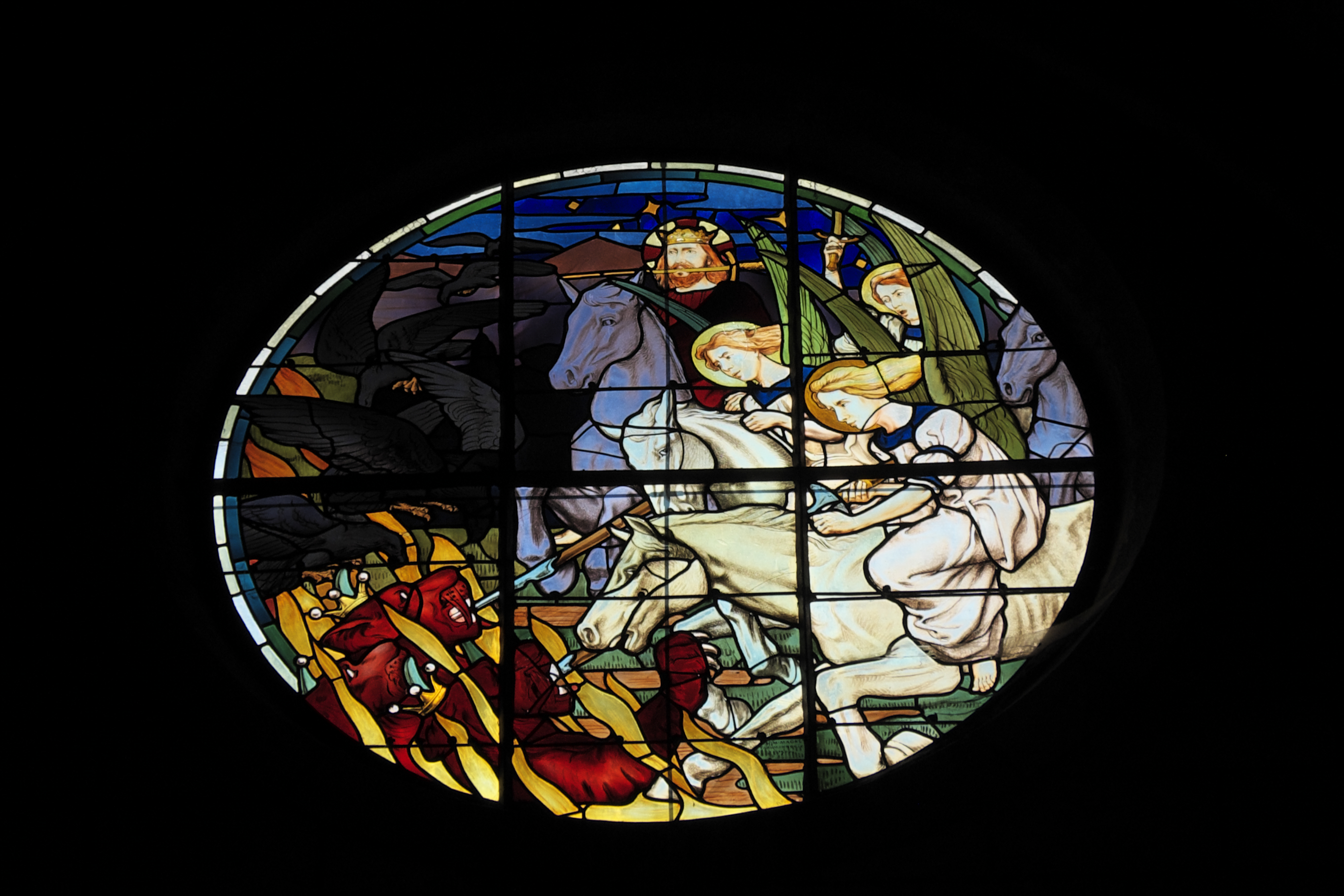
Sieg über das Tier
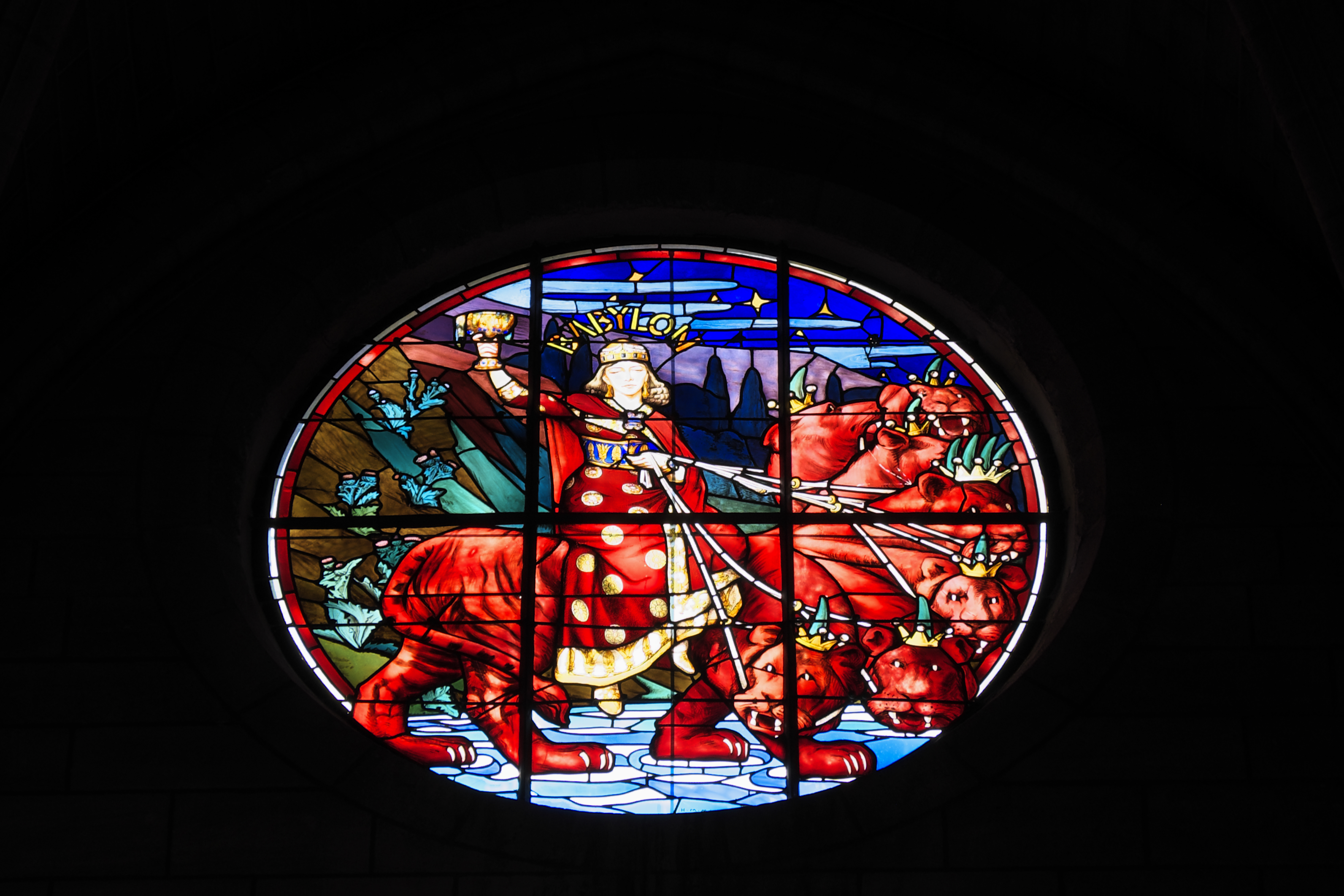
Hure Babylon

## Orgel
Die Orgel wurde 1905 in der Werkstatt von Charles Mutin, dem Nachfolger von Aristide Cavaillé-Coll, für den Konzertsaal der Union Chrétienne des Jeunes Gens in Paris geschaffen und im Jahr 1945 durch den Orgelbauer Paul-Marie Koenig in der Pfarrkirche von Bougival eingebaut.

## Weitere Ausstattung
- Das Taufbecken wird ins 13. Jahrhundert[3] bzw. ins 16. Jahrhundert[4] datiert.
- In der Kirche erinnert eine Marmortafel an Rennequin Sualem († 1708), den Erbauer der Maschine von Marly, der im Chor bestattet ist.

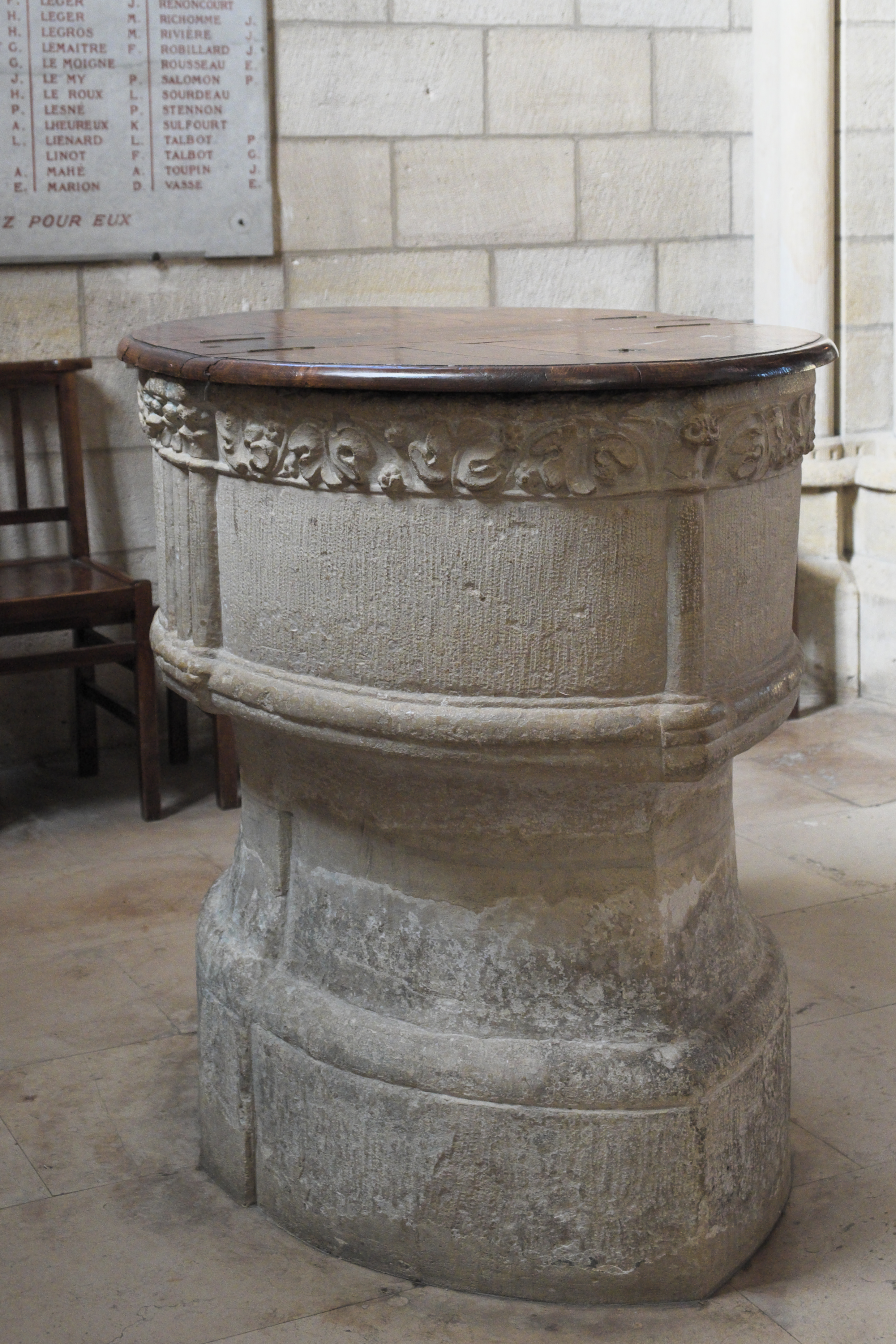
Taufbecken
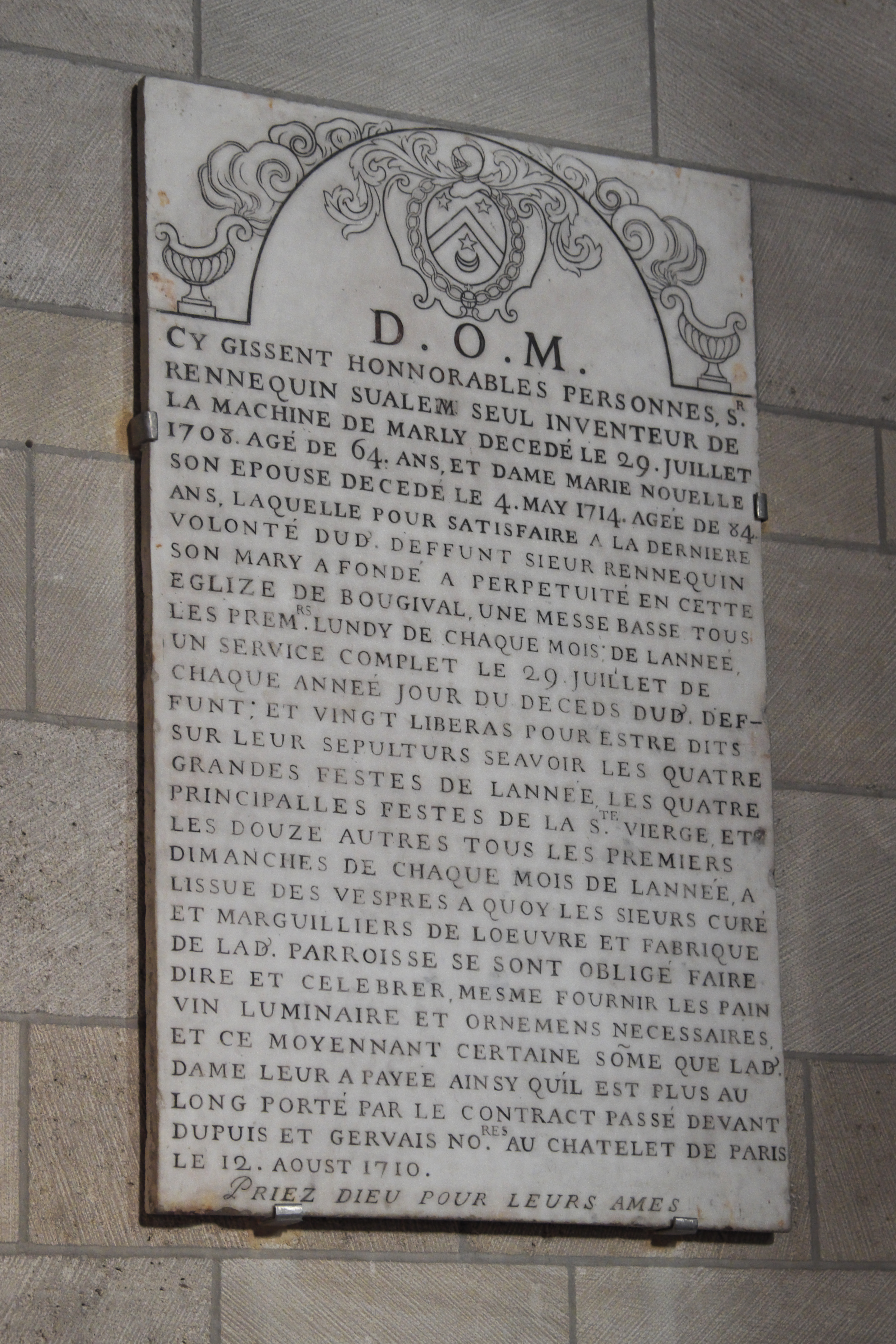
Epitaph für Rennequin Sualem